# Gante
Gante ou Gande (em neerlandês e alemão Gent, em francês Gand) é uma cidade e município belga, capital da província da Flandres Oriental.

## História
Indícios arqueológicos mostram presença humana na região de confluência da Escalda com o Lys, anterior à própria Idade da Pedra e à Idade do Ferro. A maioria dos historiadores acredita que os primórdios do nome Gante (Gent em neerlandês) deriva da palavra céltica "Ganda", que significa "confluência". Não existem quaisquer registos escritos do período romano mas, novamente, a pesquisa arqueológica diz-nos que a região era já por essa altura habitada.
Quando os francos invadiram os territórios romanos (desde o final do séc. IV e durante o séc. V), trouxeram a sua língua e o céltico e o latim foram substituídos pelo neerlandês antigo.
Por volta de 650, Santo Amândio fundou duas abadias em Gante: a Abadia de S. Pedro e a Abadia de S. Bavão. A cidade cresceu e desenvolveu-se a partir de diversos núcleos mas, essencialmente, a partir das abadias e do centro mercantil. Contudo, em 851 e 879 a cidade foi atacada e saqueada pelos viquingues.
No século XI a cidade floresceu e até ao século XIII Gante foi a segunda maior cidade europeia, logo atrás de Paris: era maior que Londres, Colónia ou Moscovo. Dentro das muralhas da cidade viviam para cima de 65 000 pessoas. Actualmente, o Campanário e as torres da Catedral de S. Bavão e da Igreja de S. Nicolau são apenas alguns exemplos do esplendor outrora alcançado.

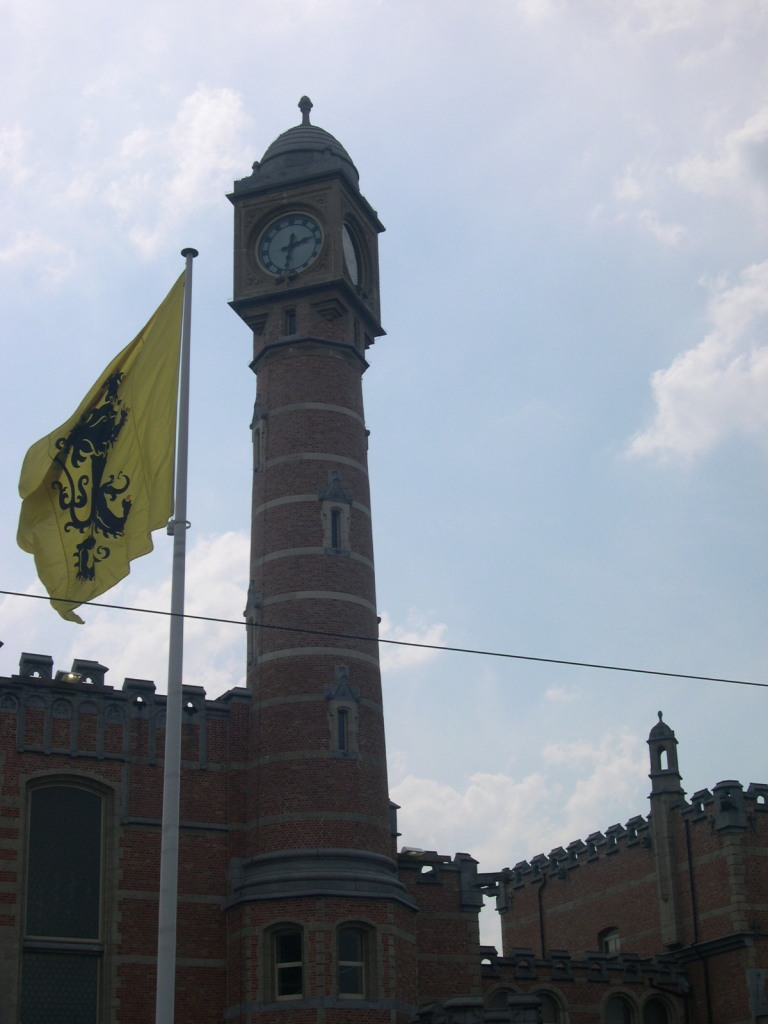
St.Pieters: Estação de comboio de Gante

A indústria têxtil, originalmente estabelecida em Ypres e Bruges, criou em Gante a primeira zona industrial da Europa na Baixa Idade Média. A rota mercantil era extremamente desenvolvida para época, uma vez que a lã era importada de Inglaterra. Este foi um dos motivos para o bom relacionamento entre a Flandres e a Inglaterra durante este período. No entanto, o comércio com a Inglaterra sofreu significativamente com a Guerra dos Cem Anos.
No século XV a cidade recuperou parte da sua prosperidade anterior, enquanto a Flandres se encontrava unida com as províncias vizinhas sob o poder dos duques de Borgonha. Contudo, elevadas taxas de imposto conduziram a um rebelião das populações e resultaram na Batalha de Gavre, na qual Gante sofreu uma terrível derrota às mãos de Filipe o Bom. Por volta desta época, o centro gravitacional dos Países Baixos transferiu-se progressivamente da Flandres (Bruges-Gante) para o Brabante (Antuérpia-Bruxelas).
As guerras religiosas dos finais do século XVI e durante o século XVII, mergulharam a cidade em devastação: Gante tornou-se a república Calvinista até à chegada do exército espanhol, altura em que foi restaurado o Catolicismo. As guerras encerraram o papel de Gante como centro internacional.
Nos séculos XVIII e XIX, Gante recuperou parte de sua indústria têxtil. Lieven Bauwens introduziu a primeira máquina de tecer mecânica da Europa continental, da qual havia contrabandeado as plantas originais de Inglaterra em 1800. Na cidade foi assinado, em 1812, o Tratado de Gante, que pôs fim à Guerra Anglo-Americana.
Após a Batalha de Waterloo, Gante tornou-se parte integrante do Reino Unido dos Países Baixos durante 15 anos. Neste período estabeleceu a sua primeira universidade (1817) e uma nova ligação com o mar (1824-27).

## Cidades-irmãs
Gante é geminada com:
| - Nottingham, Reino Unido - Tallinn, Estônia - Wiesbaden, Alemanha - Kanazawa, Japão | - Melle, Alemanha - Mohammedia, Marrocos - Saint-Raphaël, França |